# MGM-5 코퍼럴
MGM-5 코퍼럴(MGM-5 Corporal)은 미국의 단거리 지대지 핵탄도 미사일이다. 미국 최초의 핵탄두 탑재 유도 미사일이다. 사거리 139 km이며, 핵탄두 또는 재래식 탄두를 탑재한다.
북한의 스커드 미사일이 유명한데, 스커드는 소련 최초의 핵탄두 탑재 유도 미사일로서, 코퍼럴은 미국판 스커드라는 의미가 있다.
제2차 세계대전이 끝나고, 미국은 독일의 V-2 로켓 기술을 습득했다. 그것으로 개발한 것이 MGM-5 코퍼럴이다. 1954년에 영국에 판매되었고, 1955년 미국에 실전배치되었다.
1962년부터 실전배치된 MGM-29 서전트는 MGM-5 코퍼럴 핵미사일을 대체했다.

## 같이 보기
- 스커드 미사일